# Аннибальди, Риккардо
Риккардо Аннибальди (итал. Riccardo Annibaldi, его фамилию также пишут как итал. Annibaldo, Annibaldeschi di Molara, Annibaldi della Molara; 1200-е, Рим, Папская область — 4 сентября 1276, Рим, Папская область) — католический церковный деятель XIII века.

## Биография

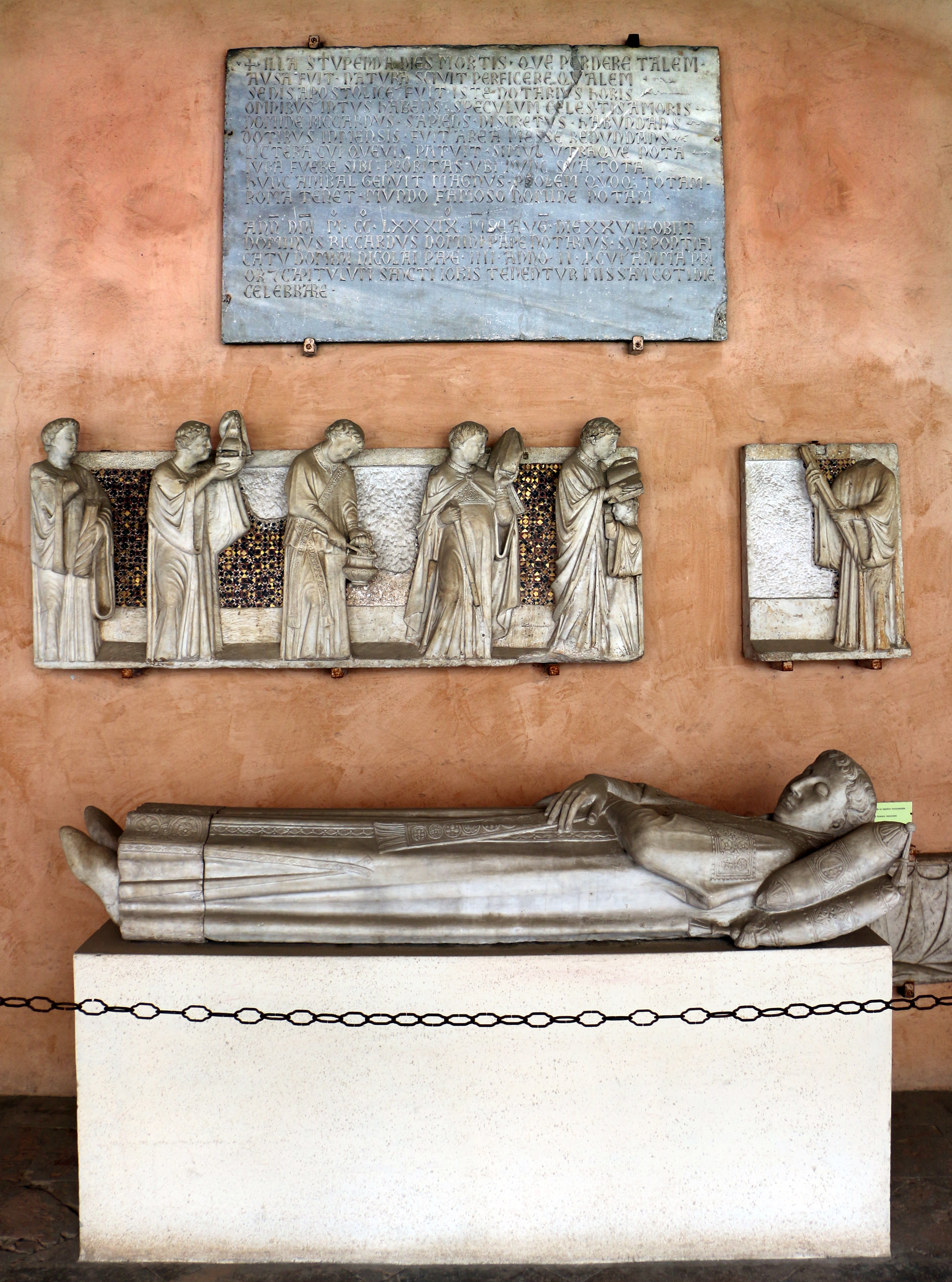
Гробница кардинала Аннибальди в Латеранской Базилике

На консистории 1237 года был провозглашен кардиналом-дьяконом с титулом церкви Сант-Анджело-ин-Пескерия. Участвовал в выборах папы 1241 (Целестин IV), 1243, 1254 (Александр IV), 1261 (Урбан IV), 1265, 1271, 1276, 1276 и 1276 годов.